# 兄弟 (木下恵介アワー)
『兄弟』（きょうだい）は、TBS系列の「木下恵介アワー」（当時：日産自動車一社提供）の第6弾で、1969年 - 1970年に放送されたテレビドラマ。

## あらすじ
若い兄弟の恋を中心にさまざまな愛の形を描く。にわか雨の中、ずぶ濡れになった順二に傘をさしかけた女性、京子。名前も名乗らずに去った彼女のことが気になっていた。一方、順二の兄、静男は、仕事一筋に生きてきたが、秘書課の紀子のことが気になっていた。彼女と一度も話したことがない上、話す機会もない静男だったが、昼食時に偶然入ったレストランで、紀子と会う。

## 放送データ
- 放送期間：1969年10月21日〜1970年4月14日
- 放送時間：毎週火曜 21:00 - 21:30
- 放送回数：26回
- 放送形態：カラーフィルム作品

## キャスト
- 志沢静男 (会社員 総務課)：津坂匡章
- 志沢順二(大学生)：あおい輝彦
- 森本紀子(会社員 秘書課)：秋山ゆり
- 栗山京子(デパート食堂のウェイトレス)：沢田雅美
- 志沢修太郎（静男・順二の父）：北村和夫
- 志沢厚子（静男・順二の母）：津島恵子
- 森本辰造（紀子の父 大工）：菅原謙次
- 浅川信吾（辰造の部下の大工）：島津元
- 千代（京子の女子寮の管理人）：菅井きん
- 三崎（順二の大学の友人）：池田二三夫
- 智恵子（京子と同郷の仕事仲間）：菅本列子（現：菅本烈子）
- 山村澄子（辰造の得意先の娘、未亡人）：南風洋子
- 栗山トシ子（京子の母）：市川寿美礼

ほか
- ナレーター：矢島正明

## スタッフ
- 企画：木下恵介
- 脚本：山田太一
- 演出：木下恵介、大槻義一、川頭義郎、永塩良輔、横堀幸司
- 音楽：木下忠司
- プロデューサー：小梶正治
- 制作：松竹、木下恵介プロダクション、TBS

## 主題歌
「どうして声がとどかない」
作詩：みおた・みずほ / 作曲：木下忠司 / 唄：ジャン・グラーズ